# Catherine-Charlotte de Boufflers
Catherine-Charlotte de Boufflers, född 1670, död 1739, var en fransk hovfunktionär.
Hon var Première dame d'honneur till Frankrikes drottning Marie Leszczyńska mellan 1725 och 1735. Till skillnad från drottningens övriga hovdamer, som  hade utsetts av hertigen av Bourbon och madame de Prie och var lojala mot dessa, beskrivs Catherine-Charlotte de Boufflers som en person känd för sin höga moral. 